# 德国机械设备制造业联合会
德国机械设备制造业联合会（德語：Verband Deutscher Maschinen- und Anlagenbau，简稱VDMA）是欧洲最大的工业协会，拥有3200家会员企业，总部位于美茵河畔法兰克福。面对政治和社会机构以及商界、学界、政府和媒体，它代表着以中等企业为代表的资本品行业的利益。
在德国，机械设备制造行业是拥有一百三十余万从业人员的最大行业雇主，营业额为2320亿欧元（2018）。德国机械生产总值为2240亿欧元（2018），且德国的机械设备制造业是以出口为导向的（出口比例为79.3%；2018） 。
此外，VDMA将自身定位于为会员企业提供服务的平台。在这个平台上，各会员企业可利用庞大的网络就各种各样的技术性挑战、跨行业问题以及其他话题进行交流。
该联合会成立于1892年，2017年迎来了125周年华诞。
VDMA下辖36个行业协会，6个州立协会、7个海外代表处；于2004年在北京设立代表处，于2006年在上海设立代表处。

## 发展历史
德国机械设备制造业联合会（VDMA）于1892年成立于科隆，其目标是捍卫所有德国机械制造业从业者的经济利益。它脱胎于此前两年成立的地方性协会莱茵 - 威斯特伐利亚机械制造协会。该协会的宗旨是为采矿和冶金设备争取更有利的交货和定价条件，其最初总部位于杜塞尔多夫。在其后的几年内，陆续又有大量行业协会加入，其中包括1916年加入的德国机床协会（VDW）。1918年，VDMA将总部从杜塞尔多夫迁至柏林。
纳粹党上台一年后，新政府于1934年颁布了《德国经济结构准备法》（结构法）。新政府将所有的经济协会纳入了他们的中央管理体系，并将它们置于帝国经济部的管理之下。VDMA被纳入了新成立的“经济分支机械制造业”中，而且其他那些至今为止未加入任何协会的企业亦被迫加入其中。该经济分支由当时的VDMA总经理Karl Lange领导。  
战后先于1945年成立了机械制造业经济联合会（WVMA），一年后成立了巴伐利亚机械制造协会（VBMA）、大黑森区机械制造业经济联合会（WVMH）和柏林机械制造业经济联合会。随着德国机械制造业工作组（AVDMA）的成立，第一个跨区域的协会于1947年诞生了。1949年德国机械制造业联合会（VDMA）在陶努斯的柯尼希斯坦（Königstein im Taunus）重新成立。
不久，VDMA就于1950年在联邦首都波恩开设了办事处。一年后，德国机械制造发展有限公司（GzF）以及机械制造出版社（后更名为VDMA出版社）相继成立。1954年，VDMA在布鲁塞尔参与了欧洲机械、电气、电子和金属加工业联络组（Orgalime）的成立。
1966年，VDMA将总部迁至法兰克福的尼德拉特区（Niederrad）。其后数年中，协会成立了一系列子机构：1968年机械制造研究所（FKM），1972年机械制造档案馆 （DOMA）和德国机械制造所（DMI），即今天的机械制造所有限公司（MBI），以及1979年技术专业信息中心。
伴随会员企业业务范围的扩展，VDMA于1980年更名：由原先的德国机械制造业联合会正式更名为德国机械设备制造业联合会，简写仍然是VDMA。
为了保持和政界当局的接触， VDMA于1972年在布鲁塞尔建立了办事处，于1984年在东京建立办事处。1992年，VDMA的脉冲基金会成立。1998年VDMA研究和创新发展公司（VFI）成立。同样在1998年，全新的VDMA首都办公室在柏林落成。

## 主席团（2020 - 2024）
卡尔・海乌斯根， VDMA-主席团主席，哈威液压公司，慕尼黑
亨利克・雄克， VDMA-主席团副主席，雄克公司，劳芬
贝尔特拉姆・卡夫拉特，VDMA-主席团副主席，舒伯特萨泽公司，英戈尔施塔特